# Men of a Certain Age
Men of a Certain Age est une série télévisée américaine en 22 épisodes de 43 minutes, créée par Mike Royce et Ray Romano et diffusée entre le 7 décembre 2009 et le 15 juillet 2011 sur la chaîne TNT et au Canada sur Super Channel.
Cette série est inédite dans tous les pays francophones.

## Synopsis
La série suit la vie de trois amis de longue date : Joe, Owen et Terry, s'approchant de la cinquantaine. Joe, gérant d'un magasin est un père divorcé avec deux enfants qui aurait voulu être golfeur professionnel. Owen est un hyper-stressé qui gère un magasin de voiture appartenant à son père (un ancien joueur de NBA). Terry est un acteur raté qui vend des voitures dans le magasin de Owen pour arrondir ses fins de mois, il n'a jamais été marié et cherche souvent à rencontrer des femmes plus jeunes.

## Distribution
- Ray Romano : Joe Tranelli

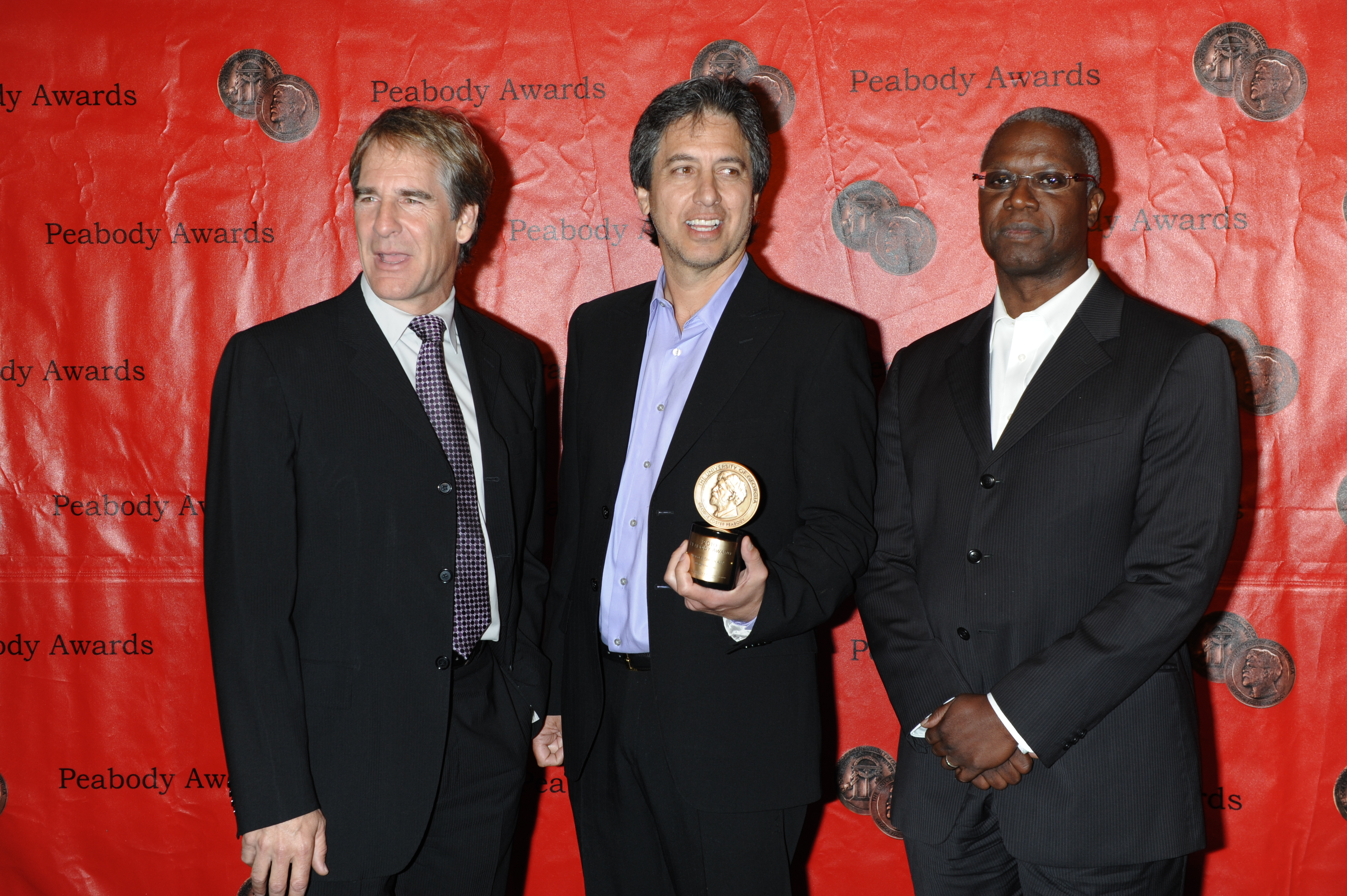
Les trois acteurs principaux, aux Peabody Awards, en juin 2011.

- Andre Braugher : Owen Thoreau Jr.
- Scott Bakula : Terry Elliot
- Lil' JJ : Dashaun
- Emily Rios : Maria
- Lisa Gay Hamilton : Melissa Thoreau
- Richard Gant : Owen Thoreau, Sr.
- Brittany Curran : Lucy Tranelli
- Braeden Lemasters : Albert Tranelli

## Épisodes

### Première saison (2009-2010)
1. Titre français inconnu (Pilot)
2. Titre français inconnu (Let It Go)
3. Titre français inconnu (Mind's Eye)
4. Titre français inconnu (The New Guy)
5. Titre français inconnu (Powerless)
6. Titre français inconnu (Go with the Flow)
7. Titre français inconnu (Father's Fraternity)
8. Titre français inconnu (You Gonna Do That the Rest of Your Life?)
9. Titre français inconnu (How to Be an All-Star)
10. Titre français inconnu (Back in the S#!t)

### Deuxième saison (2010-2011)
1. Titre français inconnu (If I Could, I Surely Would)
2. Titre français inconnu (Same as the Old Boss)
3. Titre français inconnu (Cold Calls)
4. Titre français inconnu (The Bad Guy)
5. Titre français inconnu (And Then the Bill Comes)
6. Titre français inconnu (Let the Sun Shine In)
7. Titre français inconnu (The Great Escape)
8. Titre français inconnu (The Pickup)
9. Titre français inconnu (A League of Their Owen)
10. Titre français inconnu (Can't Let That Slide)
11. Titre français inconnu (Whatever Gets You Through the Night)
12. Titre français inconnu (Hold Your Finish)